# Stadtgebiet Ost (Plauen)
Das Stadtgebiet Ost ist eines von fünf Stadtgebieten der Stadt Plauen in Sachsen. Es gliedert sich in sieben Ortsteile.

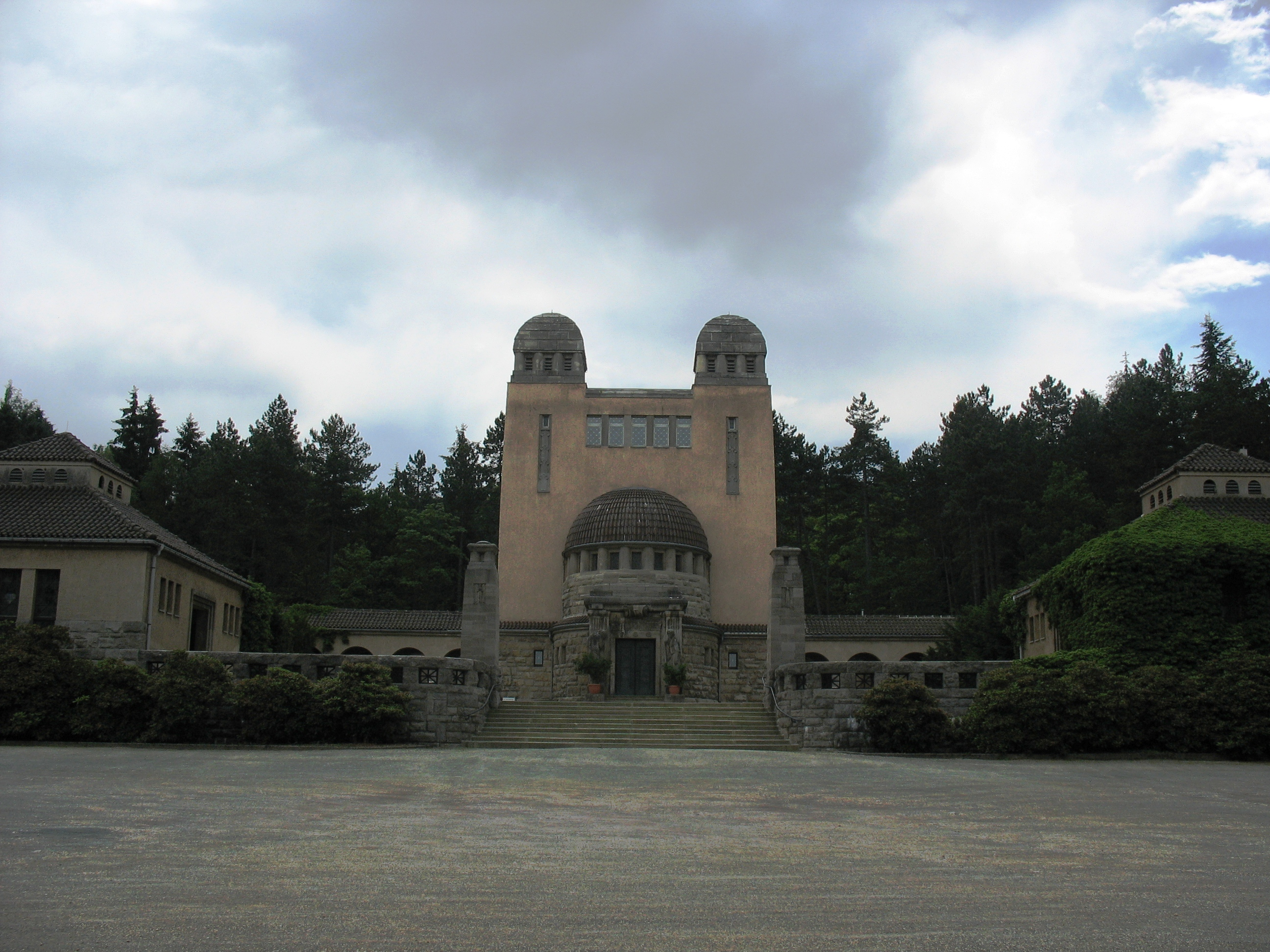
Krematorium des Hauptfriedhofs im Stadtteil Reusa

Das Stadtgebiet wird vom Friesenbach durchflossen. Dort befindet sich auch der Chrieschwitzer Hang, die größte Plattenbausiedlung der Stadt, und der Elsterpark, eines der größten Einkaufszentren in Plauen. Im Stadtteil Reusa befinden sich das Helios-Vogtland-Klinikum Plauen und der Hauptfriedhof der Stadt. Durch das Stadtgebiet führt die Autobahn 72.

## Ortsteile
| Stadtteil              | Stadtteilnummer | Gemarkungsschlüssel | Postleitzahlen | Fläche [m²] Stand: 31. Dez. 2011 | Bemerkungen       |
| ---------------------- | --------------- | ------------------- | -------------- | -------------------------------- | ----------------- |
| Alt Chrieschwitz       | 301             |                     | 08529          |                                  |                   |
| Chrieschwitz           | 302             | 0501                | 08529          | 7.239.140                        | 1900 eingemeindet |
| Großfriesen            | 303             | 6905                | 08541          | 6.316.033                        | 1997 eingemeindet |
| Kleinfriesen           | 304             | 0503                | 08523, 08527   | 1.908.668                        | 1903 eingemeindet |
| Reusa mit Sorga        | 305             | 0512                | 08527, 08529   | 3.003.407                        | 1903 eingemeindet |
| Reichenbacher Vorstadt | 306             |                     | 08529          |                                  |                   |
| Tauschwitz             | 307             | 0514                | 08527, 08529   | 1.240.376                        | 1903 eingemeindet |

Quelle: Amtlicher Statistikbericht der Stadt Plauen 2012